# 小西来山
小西 来山（こにし らいざん、1654年（承応3年） - 1716年11月16日（享保元年10月3日））は江戸時代の俳人。通称、伊右衛門。満平、湛翁、湛々翁、十萬堂の号がある。
墓は大阪市浪速区海泉寺にある。

## 生涯
薬種商を営む六左衛門のもとに生まれる。7歳で前川由平の門に入り、18歳で俳諧の点者になる。禅を南岳悦山に学んで法体となる。延宝6年（1678年）、西鶴編『物種集』に初出し、翌年には西鶴らに一座して『飛梅千句』を興業する。延宝8年（1680年）、遠舟編『太夫桜』以後、悦山に因んで来山と改号。元禄3年以降、来山の活動は活発化し、元禄3年から元禄7年の間に、生前に発表された約260句のうち、約90句が発表されている。元禄10年代以降は雑俳点者としての活躍が甚だしく、大坂の雑俳書で来山に無関係のものはほとんどないとされる。

## 作風
来山はまとまった俳書を残していない。「常の詞」による俳諧を説き、素直で平淡な句作りや日常の中に美を求める姿勢を特徴とする。時に卑俗で理屈臭い句が多いとされる。

## 人物
『近世畸人伝』巻之三に逸話が残る。
- 酒好きで、酔っているところを見とがめられて入獄させられるが、自ら名前を言わず、3日ほど拘留された。門人があちこち探し求めて来山を助け出し、「大変だったでしょう」と言ったところ、「自炊しなくて済んだので気楽だった」と応じたという。
- 大晦日、門人から雑煮の具を送られたが、その日のうちに酒の肴として食べてしまった。来山は「我が春は宵にしまふてのけにけり」と1句読んだという。

また、同書の中で、来山は「ひとへに酒を好む」「すべて文章は上手」「行状にくらべておもへば、老荘者にして、俳諧に息する人にはあらあざりけらし」と評されている。

## 作品
句文集
- 古道ら編『いまみや草』（享保19年刊）
- 古道編『津の玉柏』（享保20年成立）
- 什山編『続いま宮草』（天明3年刊）
- 由誓編『再興木葉駒』（文化7年成立）
- 朝陽館五晴編『俳諧五子稿』（安永4年刊）
- 屋烏編『俳諧十家類題集』など

追善集
- 『木葉古満』（享保2年刊）
- 『遠千鳥』（享保2年刊）
- 『三回忌集』（享保3年刊）
- 『たつか弓』（享保14年刊）
- 『俳諧葉久母里』（享保17年刊）など